# 노블레스 (가수)
노블레스(본명: 유성규, 1980년 4월 18일 ~)는 대한민국의 가수이다. 

## 활동
2002년 남성 그룹 바이브로 데뷔하였으며 바이브 활동 중 본인의 음악을 하고자 했던 노블레스(유성규)는 2005년 바이브 탈퇴 후 다양한 활동을 하게 된다. 자신이 직접 유성규, 노블레스, 테이크 아웃(Take Out]으로 활동하였고 그 외에도 작사, 작곡, 프로듀싱까지 하며 싱어송라이터로 지낸다. 2007년에 시크엔터테인먼트를 설립하여 현재 대표로 있으며 소속 가수로는 씨팍(스노필), PS영준, 차수경, 정세영(포맨원년멤버)이 있으며 포맨 원년멤버인 정세영과 함께 2011년에 테이크 아웃(Take Out)이라는 그룹으로 음반을 발매하였다.

## 음반 목록
- 2006.02.22 1집 Romance After (어떡하라고 With 윤민수 of Vibe)
- 2006.12.15 2집 Innocence (아마도 사랑인가봐)
- 2007.04.20 싱글 Black Label (얼마나 행복하려고 Feat. Zion)
- 2007.08.30 싱글 Rina Scenza (어떻게 사람이 그래 Feat. Flower 고유진)
- 2007.11.28 싱글 Last Christmas (Last Chrismas)
- 2008.01.17 3집 Last Romanticist (후회는 없어 Feat. 베이지)
- 2008.09.11 싱글 Broken Heart Syndrome (상심증후군 Feat. Daylight)
- 2009.03.03 싱글 Sadness (이별통보 Feat. 서진영)
- 2009.05.23 싱글 한때(Acoustic) (한때 Acoustic - 예인, 노블레스)
- 2010.02.04 싱글 마음을 다한 사랑 (마음을 다한 사랑 Feat. 김동희)
- 2010.03.25 싱글 눈물도 안나 (눈물도 안나 Feat. 차수경)
- 2010.06.07 4집 Last Romance (이별후유증 Feat. 윤화재인)
- 2010.08.13 싱글 이젠 남 (Feat. 류재현 of Vibe)
- 2010.10.11 싱글 종로에서 명동까지 (종로에서 명동까지 Feat. 서영은)
- 2011.02.15 싱글 밥은 제때 챙겨 먹는지 (밥은 제때 챙겨 먹는지 Feat. Ben of BeBe Mignon)
- 2011.06.23 5집 CLASSIC (사랑따위 개나 줘버려 Feat. 박정은)
- 2011.08.04 싱글 사람을 찾습니다 (사람을 찾습니다 Feat. 태하)
- 2011.09.02 싱글 나쁜남자 쿨한여자 (나쁜남자 쿨한여자 Feat. 유리아)
- 2011.10.04 싱글 너로 시작해 너로 끝났던 날들 (너로 시작해 너로 끝났던 날들 Feat. 정세영)
- 2011.11.04 싱글 살아야 돼... 살아지더라 (살아야돼 Feat. 김재석 of Wanted)
- 2011.12.01 싱글 하얀 거리에서 (하얀 거리에서 Feat. Soulman)
- 2012.02.24 싱글 Liar (Liar Feat. 김현정)
- 2012.02.29 싱글 True Romance Part.1 (Love Diary - 노블레스, 어쿠스틱 콜라보)
- 2012.04.20 6집 Another Sad Song... (너 하나 없을뿐인데 Feat. Zion)
- 2012.05.02 싱글 너를 보내며 (너를 보내며 Feat. 정세영 - 씨팍, 노블레스)
- 2012.06.04 싱글 벌써 끝이래 (벌써 끝이래 Feat. 차수경)
- 2013.04.11 싱글 아버지를 보내며 (아버지를 보내며 Feat. 베이지)
- 2013.04.24 7집 Growing Pains (모두의 봄 Feat. 요아)
- 2013.11.21 싱글 Vol. 7 Part 2 - 1 (미쳐가는 중)